# Sadelbande
Die Sadelbande ist eine historische Landschaft, die sich im Mittelalter in etwa über das heutige Gebiet des südlichen Kreises Herzogtum Lauenburg erstreckte. Sie grenzte im Nordosten an den Hornbeker Mühlenbach, im Osten an die Delvenau, im Süden an die Elbe und im Westen an die Bille. Der Name ist wahrscheinlich slawischer Herkunft und bezeichnete aus Sicht der östlich der Delvenau siedelnden Abodriten das jenseits der Delvenau (sa Delbende) liegende Gebiet. Entlang der Ost- und Nordgrenze verlief nach Angaben des Bremer Domscholasters Adam von Bremen der Limes Saxoniae.
Siedlungsgeschichtlich wird in einen slawisch besiedelten Teil im Nordosten und in einen sächsischen Teil im Westen und am südlichen Geestrand unterschieden. Zwischen den beiden Siedlungsgebieten erstreckte sich eine Ödlandzone, die im Westen bewaldet war. Der Sachsenwald bildet die Reste dieses Waldgebietes.
Mit Beginn des 11. Jahrhunderts dehnte sich die slawische Besiedlung in die Ödlandzone aus (Wangelau, Lütau, Basedow, Lanze) und überwand diese in Richtung Süden (Kollow, Gülzow, Krukow, Krüzen).
Bei der Belehnung des Heinrich von Badewide mit Polabien behielt Heinrich der Löwe die Sadelbande mit dem wirtschaftlich und militärisch bedeutenden Elbübergang bei Artlenburg und der Ertheneburg als Brückenkopf auf dem rechtselbischen Ufer für sich. Erst 1204 legte Waldemar II. die Sadelbande zur Grafschaft Ratzeburg.
Koordinaten: 53° 30′ 15″ N, 10° 28′ 45″ O